# Келантанський динар
Келантанський динар — це платіжний засіб, виданий урядом Малайзійського штату Келантан, який нібито відповідає концепції ісламського золотого динара. Келатанський динар доступний у вигляді монет кількох номіналів. Ці монети були вперше викарбувані 2006 року у Куала-Кангсарі (Перак) місцевим виробником сувенірів та копій предметів мистецтва і культури і запущені в обіг у штаті Келантан 20 вересня 2006 року. Уряд Келантану висловив припущення, що монети мали статус законного платіжного засобу, і динари були швидко розкуплені. Багато покупців вважали золотий динар кращим, ніж фіатні гроші.
Однак Федеральний Малайзійський уряд в Куала-Лумпурі заперечував, що Келатанський динар мав правовий статус, заявивши, що покупці були введені в оману урядом штату Келантан. Єдиною валютою, яка є законним платіжним засобом у Келантані є Малайзійський рінггіт, адже згідно з Малайзійською Конституцією, штати Малайзії не мають право на випуск монет. Насправді ж, федеральний уряд оголосив про це публічно у 2006 році вже після того, як відповідно до плану, оголошеного урядом штату Келантан, монети були викарбувані і потрапили в обіг.
Монети мають металевий склад з 22 - каратного золота, як того вимагає концепція сучасного Ісламського золотого динару. Є 3 номінали — 1/4, 1/2 та 1 динар. Окрім того, 2007 року на честь Дня народження Султана Келантану була викарбувана золота монета 2 динари.

## Келантанський випуск золотих і срібних монет 2010 року
Всесвітньому Ісламському монетному двору в Абу-Дабі (Об'єднані Арабські Емірати) урядом Келантану було надано повноваження на випуск цієї серії нових монет.
Номінали, які були викарбувані таким чином:
- Срібло — 1 дирхам, 2, 5, 10 і 20 дирхамів.
- Золото — 1/2 і 1 динар, 2, 5, і 8 динарів.

Аверс: зображено вензель арабською мовою в декоративному орнаменті.
На реверсі цих монет зображено повний Келантанський герб.
Ці монети продаються в Келантані з 12 серпня 2010 року, але Малайзійський рінггіт залишається єдиним законним платіжним засобом.
25 серпня 2011 Келантанський уряд зібрав і розподілив закят від людей в Келантанських динарах і дирхемах під час публічної церемонії, у присутності головного міністра Дато Нік Азіз Нік Мат.